# Etilendiamintetrasirćetna kiselina
Etilen diamin tetra sirćetna kiselina (EDTA) je poliamino karboksilna kiselina. Ona je bezbojna, u vodi rastvorna čvrsta materija. Njena konjugovana baza se naziva etilen diamin tetra acetat. EDTA se široko koristi za rastvaranje kamenca. Ona je heksadentatni (šestostruki) ligand i helacioni agens, i.e. ima sposobnost da "zapleni" metalne jone kao što su Ca2+ i 3+. Nakon vezivanja za EDTA, metalni joni ostaju u rastvoru, ali imaju neznatnu aktivnost. EDTA proizvodi nekoliko soli. Najčešće je dostupna kao dinatrijum EDTA i kalcijum dinatrijum EDTA.

## Sinteza
Ovo jedinjenje je prvo opisao Ferdinand Munz 1935. On ga je pripremio iz etilendiamina i hlorosirćetne kiseline. Danas se EDTA uglavnom sintetiše iz etilendiamina (1,2-diaminoetana), formaldehida, i natrijum cijanida. Taj metod proizvodi natrijumsku so, koja se naknadno može konvertovati u kiselinski oblik:
Nečistoće koje nastaju tokom sinteze su glicin i nitrilotrisirćetna kiselina. One nastaju usled reakcija amonijačnih koprodukata.

## Nomenklatura
Da bi se opisao EDTA u raznim stepenima protonacije, konjugovana baza koja je ligand se označava sa , a prekurzor liganda sa . Na veoma niskom pH (veoma kiselim uslovima) potpuno protonisani oblik je , dok na veoma visokom pH potpuno deprotonisana forma je . U ovom članku, termin EDTA ima značenje , dok kompleks EDTA4- označava tetra-deprotonisani ligand.

## Principi koordinacione hemije
U koordinacionoj hemiji, EDTA4- je član familije liganda poliamino karboksilnih kiselina. EDTA4- obično vezuje metalne katjone putem dva amina i četiri karboksilata. Mnogi od rezultujućih koordinacionih jedinjenja imaju oktaedralnu geometriju. Ti oktaedralni kompleksi su hiralni. Pokazano je da se anjon − može razdvojiti u enantiomere. Mnogi kompleksi EDTA4- poprimaju kompleksnije strukture usled (i) formiranja dodatnih veza sa vodom, i.e. sedam-koordinatni kompleksi, ili (ii) zamene jednog karboksilata vodom. EDTA formira posebno jake komplekse sa Mn(II), Cu(II), Fe(III), Pb (II) i Co(III).
Nekoliko osobina EDTA kompleksa je relevantno za njihove primene. Zbog njihove visoke gustine veza na jednom atom ovi ligandi imaju visok afinitet za metalne katjone:

## Upotreba

### Industrija
U industriji, EDTA se uglavnom koristi za sekvestriranje metalnih jona u vodenim rastvorima. U industriji tekstila, ona sprečava metalne nečistoće da modifikuju boje obojenih proizvoda. U industriji celuloze i papira, EDTA inhibira sposobnost metalnih jona, posebno 2+, da katalizuje disproporcionaciju vodonik peroksida, koji se koristi u bezhlornom beljenju. S istim ciljem, EDTA se dodaje u pojedine prehrambene proizvode kao prezervativ ili stabilizator za sprečavanje katalitičkog oksidativnog obezbojavanja, koje katalizuju metalni joni. U proizvodima za ličnu negu, ona se dodaje kozmetičkim proizvodom da bi se poboljšala njihova stabilnost na vazduhu. U bezalkoholnim pićima koja sadrže askorbinsku kiselinu i natrijum-benzoat, EDTA posreduje formiranje benzena (karcinogena).

### Medicina
EDTA se koristi za vezivanje jona metala u helacionoj terapiji, e.g., za lečenje trovanja živom i olovom. Ona se koristi na sličan način za uklanjanje viška gvožđa iz tela. Ova terapija se koristi za lečenje komplikacija višestruke transfuzije krvi, npr. u tretmanu talasemije. Smatra se da EDTA može da deluje kao antioksidans koji sprečava slobodne radikale da izazovu povrede zidova krvnih sudova, te da umanjuje aterosklerozu. FDA je odobrila upotrebu EDTA za trovanje olovom jula 16, 1953. Ona je dostupna pod imenom Versenat. Ona nije odobrena za lečenje ateroskleroze.

## Spoljašnje veze
- EDTA[мртва веза]
- EDTA određivanje totalne čvrstoće vode

|  | Molimo Vas, obratite pažnju na važno upozorenje u vezi sa temama iz oblasti medicine (zdravlja). |